# Batalla de Rodosto
La batalla de Rodosto (en búlgaro: Битка при Родосто) tuvo lugar en febrero de 1206 en la ciudad de Rodosto (actual Tekirdağ, en Turquía) entre los búlgaros dirigidos por el emperador Kaloján y los cruzados. El resultado fue una victoria búlgara.
Después de que los búlgaros aniquilaran al ejército latino en la batalla de Rusion el 31 de enero de 1206 los restos de las destrozadas fuerzas cruzadas se dirigieron a la ciudad costera de Rodosto a buscar refugio. La ciudad tenía una fuerte guarnición veneciana y fue respaldada por un regimiento de dos mil soldados de Constantinopla. Sin embargo, el temor a los búlgaros era tan grande que los latinos entraron en pánico con la llegada misma de los soldados búlgaros. Eran incapaces de resistir y tras una corta batalla los venecianos comenzaron a huir a sus barcos en el puerto. En su prisa por escapar muchos barcos estaban sobrecargados y se hundieron y la mayoría de los venecianos se ahogaron. La ciudad fue saqueada por los búlgaros, que continuaron su marcha victoriosa por el este de Tracia y capturando a muchos más pueblos y fortalezas.